# Conchil-le-Temple
Conchil-le-Temple ist eine französische Gemeinde mit 1.087 Einwohnern (Stand: 1. Januar 2022) im Département Pas-de-Calais in der Region Hauts-de-France. Sie gehört zum Arrondissement Montreuil und zum Kanton Berck. Die Einwohner werden Conchilois genannt.

## Lage
Die Gemeinde Conchil-le-Temple liegt in der Landschaft Marquenterre nahe der Opalküste an der Mündung des Flusses Authie, der hier die Grenze zum Département Somme markiert, in den Ärmelkanal. Nachbargemeinden von Conchil-le-Temple sind Waben im Nordwesten und Norden, Verton im Norden und Nordosten, Lépine im Nordosten und NOsten, Tigny-Noyelle im Osten und Südosten, Colline-Beaumont im Süden sowie Quend im Südwesten und Westen. Durch die Gemeinde führt die Autoroute A16.

## Bevölkerungsentwicklung
| Jahr                       | 1962 | 1968 | 1975 | 1982 | 1990 | 1999 | 2006 | 2016 | 2022 |
| -------------------------- | ---- | ---- | ---- | ---- | ---- | ---- | ---- | ---- | ---- |
| Einwohner                  | 734  | 657  | 698  | 728  | 792  | 789  | 911  | 1123 | 1087 |
| Quellen: Cassini und INSEE |      |      |      |      |      |      |      |      |      |

## Sehenswürdigkeiten
- Kirche Notre-Dame-de-la-Nativité aus dem 15. Jahrhundert, seit 1926 Monument historique
- Schloss Le Pas d’Authie
- ehemaliges Schloss Le Blanc
- Wasserturm

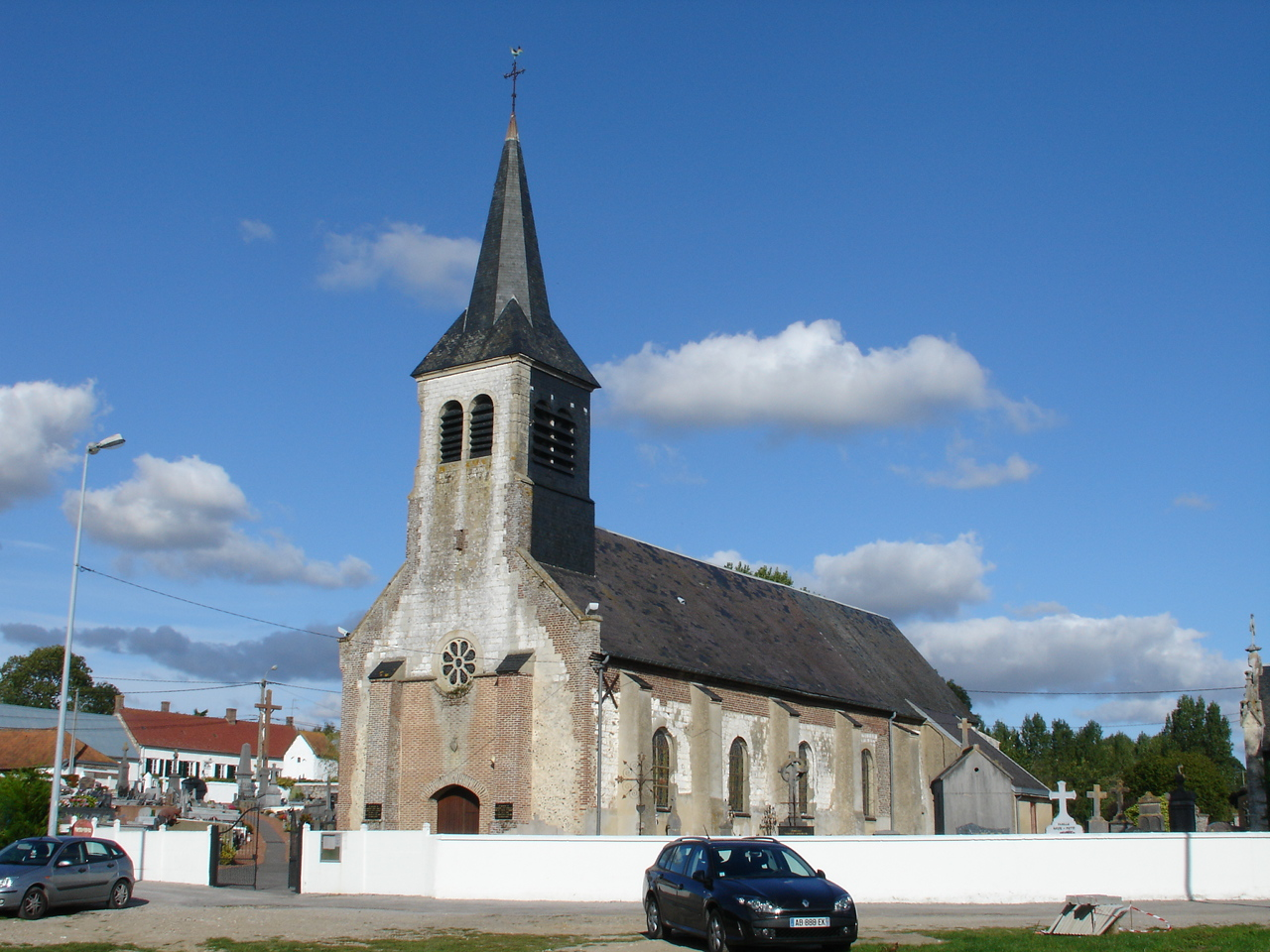
Kirche Notre-Dame-de-la-Nativité
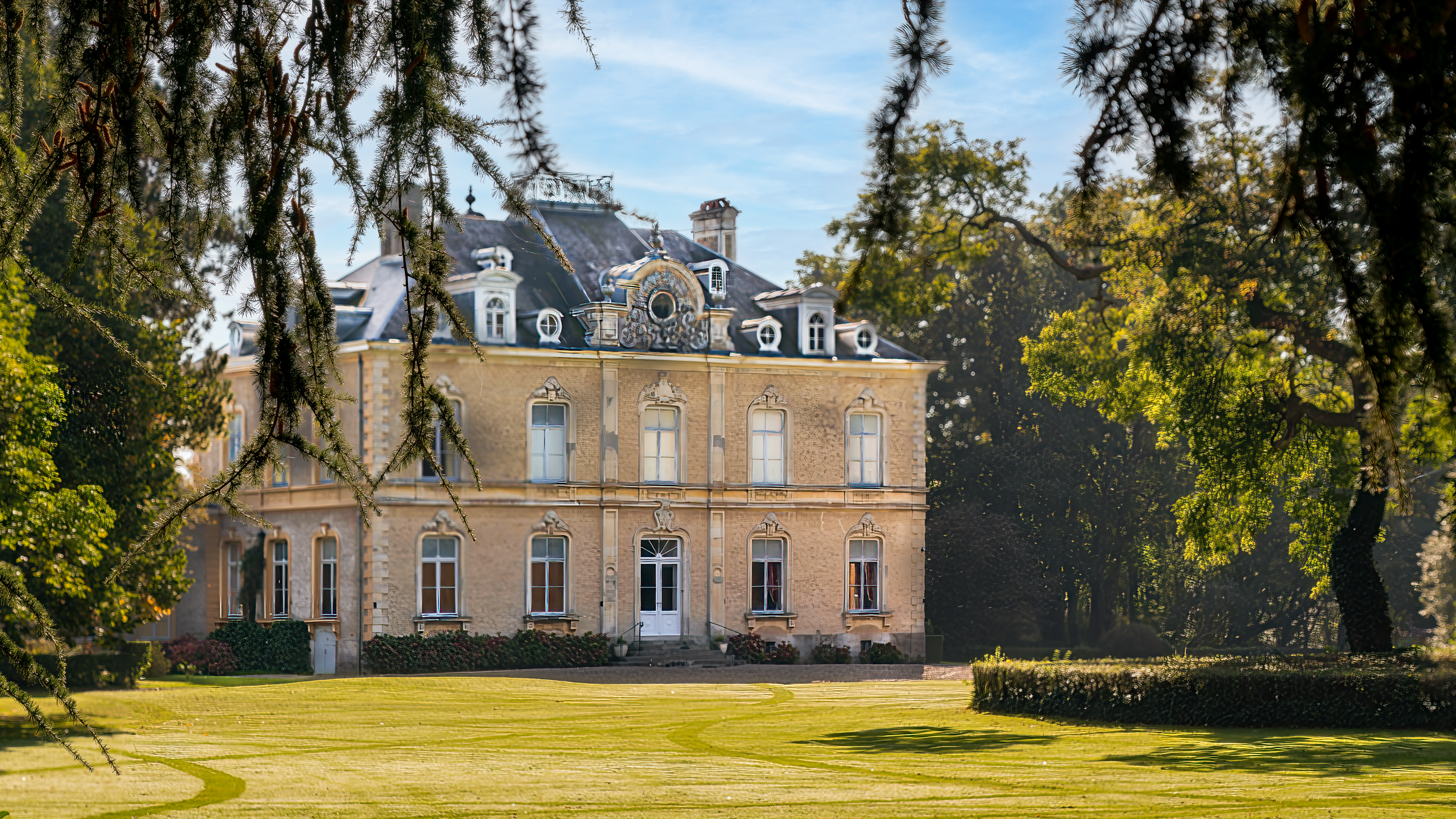
Schloss Le Pas d’Authie
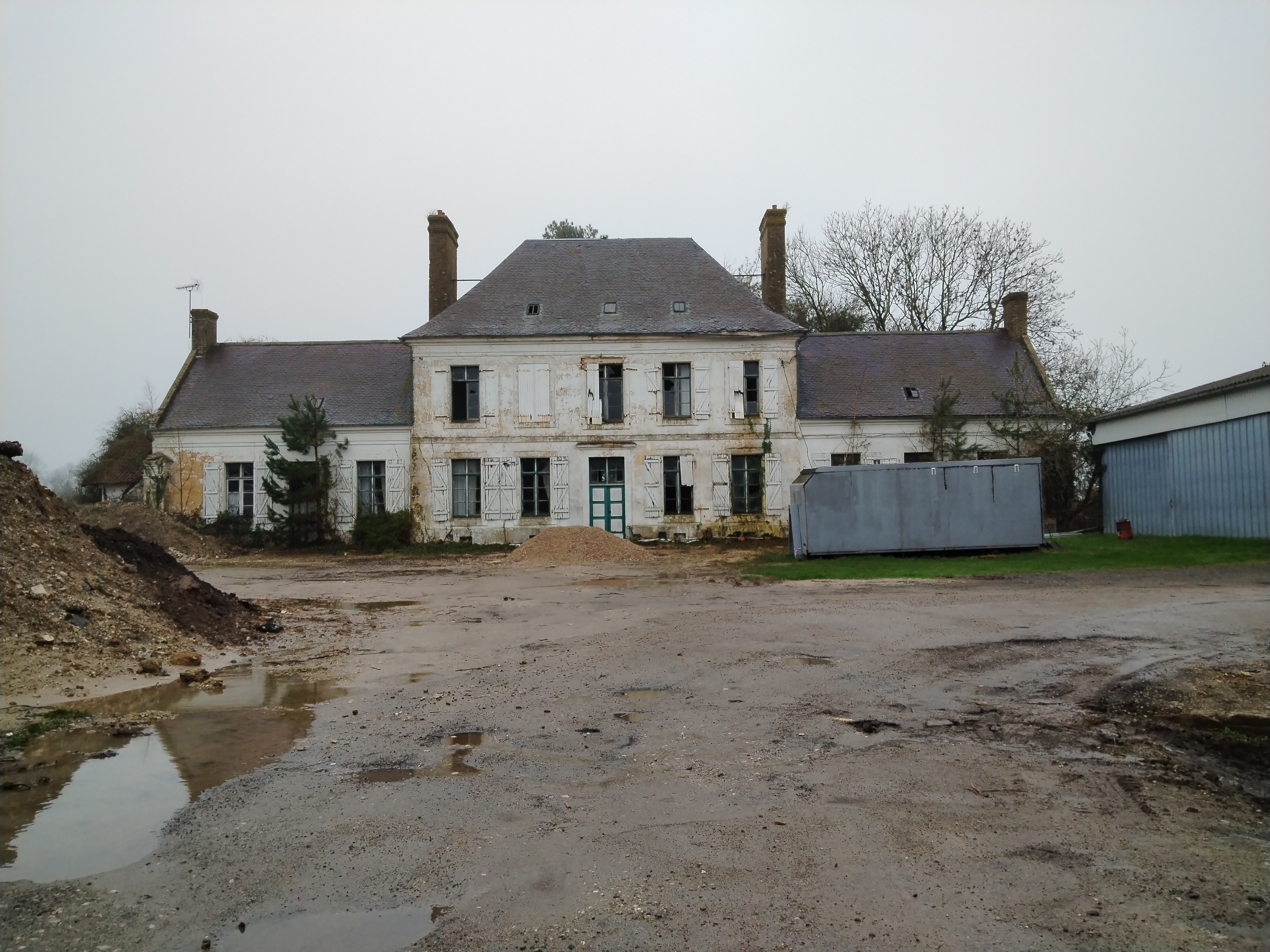
Ehemaliges Schloss Le Blanc
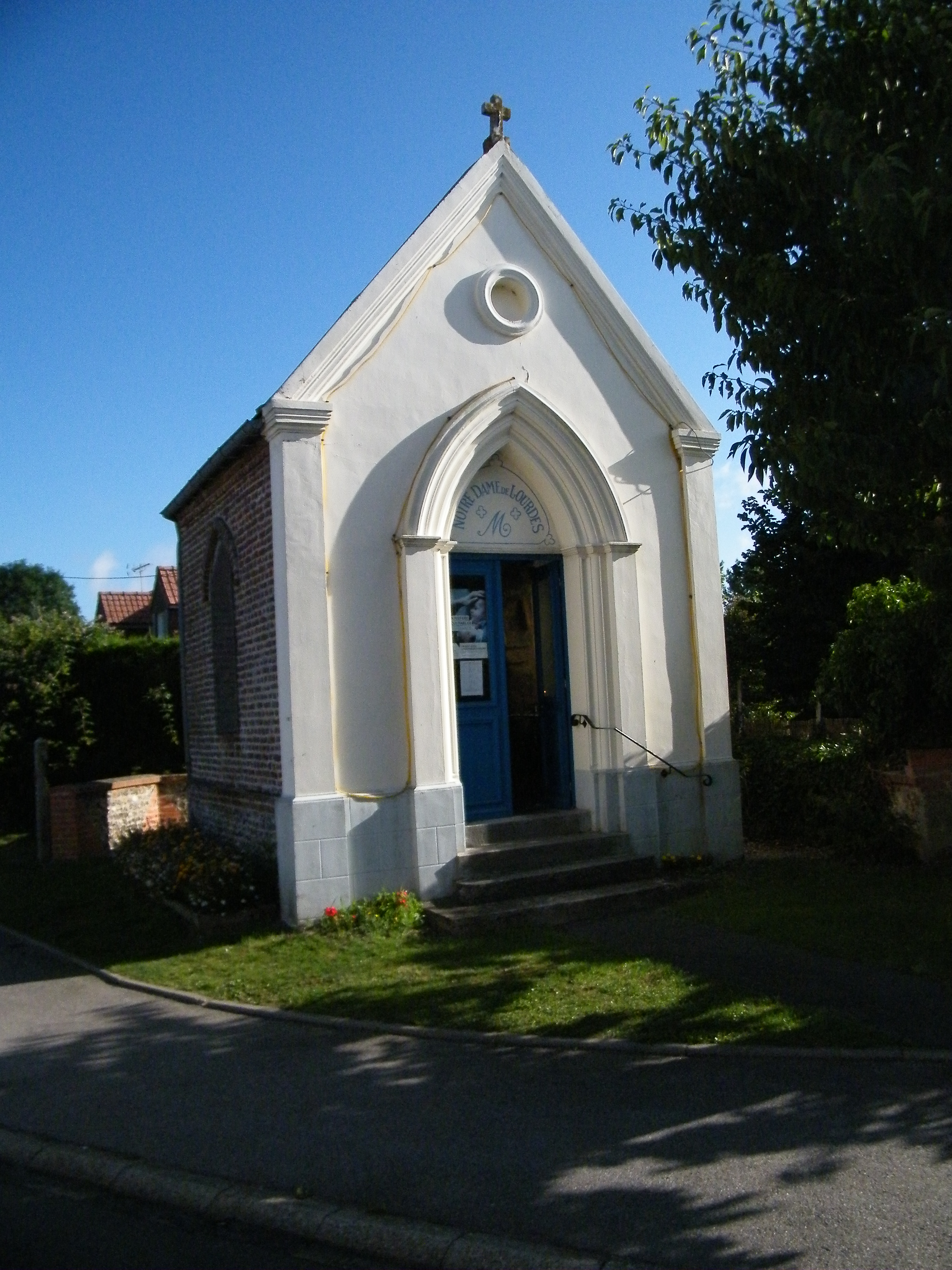
Kapelle Notre-Dame-de-Lourdes
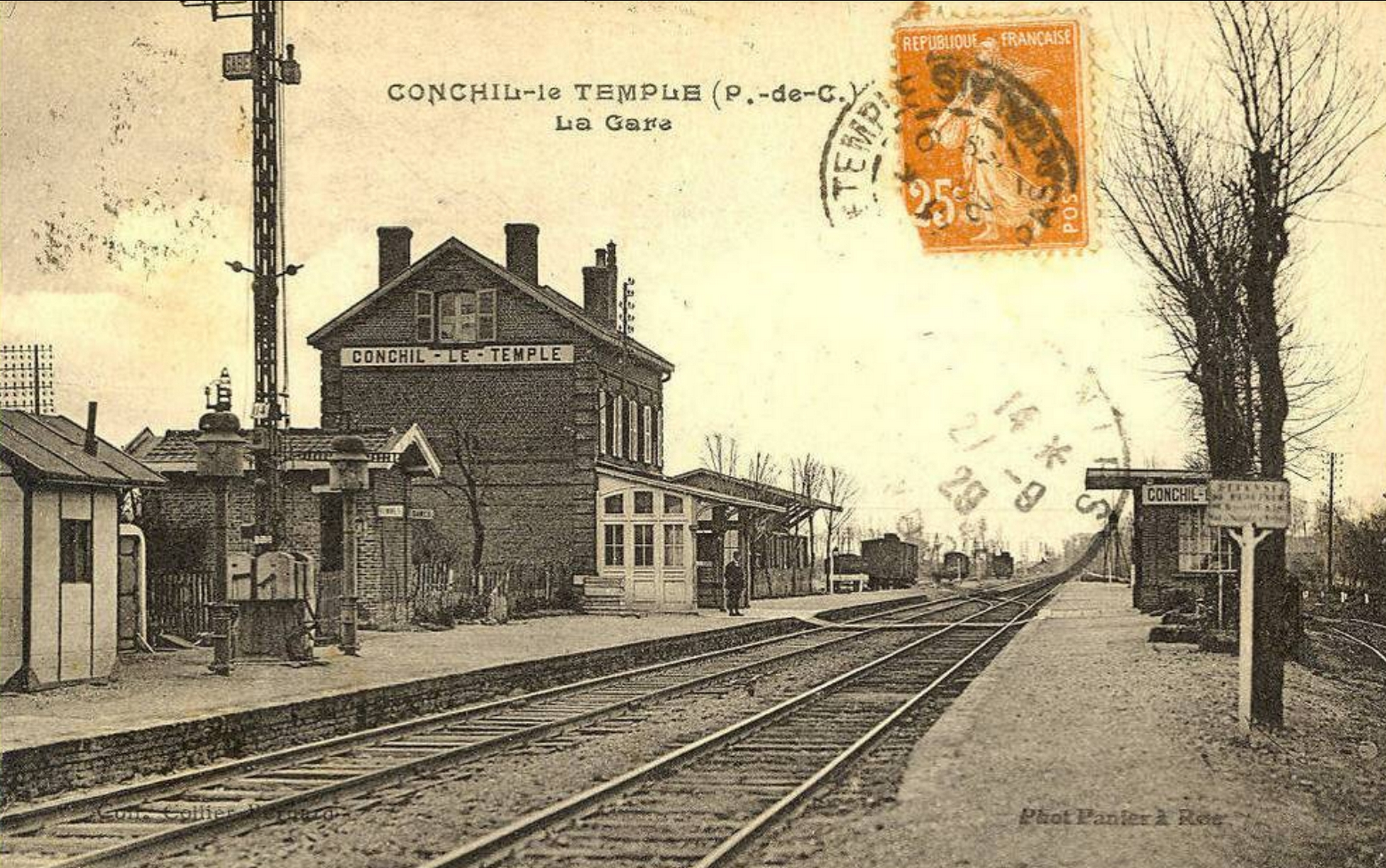
Bahnhof auf einer Postkarte Anfang des 20. Jahrhunderts